# Werfer-Länderkampf der Frauen 1990 Großbritannien – BR Deutschland – Italien – Ungarn
| 2. Leichtathletik-Länderkampf mit bundesdeutscher Beteiligung 1990            | 2. Leichtathletik-Länderkampf mit bundesdeutscher Beteiligung 1990 |
| ----------------------------------------------------------------------------- | ------------------------------------------------------------------ |
|                                                                               |                                                                    |
| Werfervergleich der Frauen Großbritannien – BR Deutschland – Italien – Ungarn |                                                                    |
| Austragungsort                                                                | Southampton                                                        |
| Wettbewerbe                                                                   | 3                                                                  |
| Datum                                                                         | 27. Mai                                                            |
| 1. FRG 2. HUN 3. ITA 4. GBR                                                   | 40 Punkte 26 Punkte 23 Punkte 21 Punkte                            |
| Chronik                                                                       |                                                                    |
| ← GBR-FRG-ITA-HUN 00Werfer (M)                                                | FRG-FRA-SUI-CSK00 Läufer U21 (M+F) →                               |

Im zweiten Vergleich des Länderkampfjahres 1990 traten die bundesdeutschen Werferrinnen wie ihre männlichen Kollegen am 27. Mai an der südenglischen Küste in Southampton gegen Großbritannien, Italien und Ungarn an. Unter den Frauenteams hatte es im letzten Jahr dieses Aufeinandertreffen gegeben, das allerdings unter zusätzlicher Teilnahme Bulgariens stattgefunden hatte. Dort hatte sich wie bei den Männern das bundesdeutsche Team durchgesetzt.

## Modus
Ausgetragen wurden die drei damaligen olympischen Frauenwettbewerbe aus dem Bereich Wurf/Stoß. Je Land und Wettbewerb starteten zwei Teilnehmerinnen. Die Punkte wurden nach folgenden Regeln vergeben: 1. Platz: 9 P / 2. Pl.:7 P / 3. Pl.: 6 P / 4. Pl.: 5 P / ….

## Ergebnis
Von den drei Teamwertungen der einzelnen Wettbewerbe verbuchten die bundesdeutschen Athletinnen zwei auf ihrem Konto, die ungarischen Sportlerinnen eine. In dem von Ungarn gewonnenen Speerwurf folgte die Bundesrepublik auf dem zweiten Platz. So wiederholte die Bundesrepublik in Southampton mit vierzig Punkten den Erfolg vom Vorjahr. Ungarn kam mit 26 Punkte auf den zweiten Platz vor Italien (Dritter mit 23 Punkten). Gastgeber Großbritannien wurde wie in Männerbegegnung mit 21 Punkten Vierter und Letzter.

## Resultate

### Kugelstoßen
| Platz | Athletin             | Land | Weite (m) |
| ----- | -------------------- | ---- | --------- |
| 1     | Stephanie Storp      | FRG  | 19,84     |
| 2     | Myrtle Augee         | GBR  | 18,30     |
| 3     | Iris Plotzitzka      | FRG  | 18,15     |
| 4     | Agnese Maffeis       | ITA  | 17,27     |
| 5     | Viktória Horváth     | HUN  | 16,83     |
| 6     | Mara Rossolen        | ITA  | 16,12     |
| 7     | Yvonne Hanson-Nortey | GBR  | 16,08     |
| 8     | H. Stefanovics       | HUN  | 15,41     |

### Diskuswurf
| Platz | Athletin           | Land | Weite (m) |
| ----- | ------------------ | ---- | --------- |
| 1     | Ursula Kreutel     | FRG  | 60,24     |
| 2     | Dagmar Galler      | FRG  | 59,60     |
| 3     | A. Maggels         | ITA  | 57,56     |
| 4     | Ágnes Herczeg      | HUN  | 55,14     |
| 5     | Maria Marello      | ITA  | 54,32     |
| 6     | Jackie McKernan    | GBR  | 52,62     |
| 7     | Janette Picton     | GBR  | 52,50     |
| 8     | J. Pallayne-Nytray | HUN  | 52,48     |

### Speerwurf
| Platz | Athletin         | Land | Weite (m) |
| ----- | ---------------- | ---- | --------- |
| 1     | Katalin Hartai   | HUN  | 62,36     |
| 2     | Zsuzsa Malovecz  | HUN  | 57,80     |
| 3     | Mandy Liverton   | GBR  | 54,28     |
| 4     | Katja Hausmann   | FRG  | 53,84     |
| 5     | Margot Kruber    | FRG  | 53,20     |
| 6     | M. Ambrusio      | ITA  | 52,58     |
| 7     | Veronica Becuzzi | ITA  | 50,62     |
| 8     | Gail Hornby      | GBR  | 50,56     |